# جامعة ديلا
جامعة ديلا ( بالأمهرية : ዲላ ዩኒቨርስቲ) هي جامعة عامة في مدينة ديلا ، منطقة الأمم والقوميات والشعوب الجنوبية ، إثيوبيا . تقع في منطقة جيديو ، وتضم أكثر من 45000 طالب ينتمون إلى كليات مختلفة. غالبًا ما يشار إلى جامعة ديلا باسم "جامعة جرينلاند" بسبب المساحات الخضراء النابضة بالحياة في منطقة جيديو وما حولها. 

## خريجين متميزين
- مازينجيا ديما ، رجل أعمال ومستثمر
- الدكتور شوميت جيزاو المدير العام لمعهد إنسا